# シトロエン・C5X
C5X（シーファイブエックス）はシトロエンが製造するステーションワゴンである。

## 概要
現在のシトロエンのモデルの中ではフラッグシップに位置している（なお、シトロエンのフラッグシップモデル導入はC6ぶりである。）。ボディサイズはDセグメント。全長4805×全幅1865×全高1485mm。
パワーユニットは最高出力180ps /最大トルク250Nmの1.6L直列4気筒ガソリンエンジンとプラグインハイブリッドである。同ブランドのC4から採用された、V型シグネチャーライトを装着している。ARを用いた表示が可能な大型ヘッドアップディスプレイやインフォテインメントインターフェイス、レベル2相当の運転支援機能などの装備が採用される。また乗り心地向上を目的にガソリン車にはシトロエンアドバンスドコンフォートサスペンションを、PHEVにはシトロエンアドバンスドコンフォートアクティブサスペンションを搭載している。
安全アセスメントのユーロNCAPにて4つ星を獲得。